# Lycosa kempi
Lycosa kempi är en spindelart som beskrevs av Gravely 1924. Lycosa kempi ingår i släktet Lycosa och familjen vargspindlar. Inga underarter finns listade i Catalogue of Life.